# Беседа против триезичниците
Беседата против триезичниците е произнесена от Константин-Кирил Философ във Венеция срещу латинското духовенство, което поддържало теорията за трите „свещени езика“ на християнството – иврит, латински и гръцки.
Предполага се, че беседата е произнесена на събор, както и това, че е била написана на гръцки и преведена на старобългарски и латински. Учениците на Кирил и Методий са я познавали. Препредаден и пресъздаден е откъс от нея в Пространно житие на Константин-Кирил. Свети Кирил отговаря на упреците на латинското духовенство, оспорващо правото на богослужение и книги на славянски, респективно старобългарски език.

Оригиналът и преводът на цялата беседа не са запазени, а единствена следа от поучението на свети Кирил е цитатът поместен в житието му. Ето как отговаря философът на упреците: 
| „ | Бог не изпраща ли дъжд еднакво за всички? Също тъй слънцето не свети ли на всички? И не дишаме ли еднакво всички въздух? И как вие не се срамувате, като признавате само три езика и като повелявате, щото всички други народи и племена – да бъдат слепи и глухи? Пояснете ми, Бога за безсилен ли смятате, та Той не може да даде (всичко това), или за завистлив, та не желае? | “ |

След което продължава 
| „ | И според Марка (бог) рече: „Идете по всичкия свят и проповядвайте евангелието на всяка твар; който повярва и се покръсти, ще бъде спасен, а който не повярва, ще бъде осъден. Онези, които повярват, ще бъдат последвани от тези знамения: с моето име ще изпъждат бесовете и нови езици ще говорят." И към вас, законоучителите, казва: „Горко вам, книжници и фарисеи, лицемери, дето затваряте царството небесно пред човеците: защото вие не влязвате, та не оставяте да влязат в него, които искат да влязат." И пак: „Горко вам, законници, защото взехте ключа на познанието! Сами не влязохте и попречихте на тези, които искаха да влязат." | “ |

Беседата завършва така 
| „ | С тези думи и с още много други думи (Философът) ги посрами, остави ги и си замина... | “ |

 след което отива в Рим.
На 31 декември 1980 г. в навечерието на Нова година Свети Кирил и Методий са обявени за покровители на Европа от папа Йоан Павел II.